# The Top
The Top is het vijfde studioalbum van de Britse rockband The Cure. Het album kwam uit op 1 mei 1984.

## Geschiedenis
The Top was het eerste studioalbum na Pornography, dat uitkwam in 1982. Na Pornography kreeg Robert Smith ruzie met zijn vriend en bassist Simon Gallup, die na een vechtpartij met Smith de band verliet. Door alle conflicten viel de band in deze tijd zo goed als uit elkaar.
Ondanks de credits op de hoes die ook aan andere muzikanten werden gegeven, speelde Smith vrijwel alle instrumenten zelf, op de drums na. Op het bijschrift van de heruitgave in 2006 schreef hij over zijn aandeel aan het album: it was basically "the solo album I never made." The Top is ook het eerste The Cure album dat in de hitlijsten van de VS terechtkwam.
Smith veranderde zijn stijl van muziek daarna heel abrupt. Een aantal maanden na Pornography kwam de single Let's Go to Bed uit met als enige muzikanten Smith, Lol Tolhurst en sessiedrummer Steve Goulding. Hierna kwamen nog The Walk en The Lovecats uit. De nummers waren veel meer popgericht met weinig gitaar, een heel andere stijl dan wat ze op hun vorige albums hadden gespeeld. The Top is het eerste album dat deze nieuwe stijl van The Cure bevat.

## Nummers

### Originele uitgave 1984
Alle nummers zijn geschreven door Robert Smith tenzij anders aangegeven.
Kant A:
1. "Shake dog shake" - 4:55
2. "Birdmad girl" - 4:05 (Smith, Tolhurst)
3. "Wailing wall" - 5:17
4. "Give me it" - 3:42
5. "Dressing up" - 2:51

Kant B:
1. "The caterpillar" - 3:40 (Smith, Tolhurst)
2. "Piggy in the mirror" - 3:40 (Smith, Tolhurst)
3. "The empty world" - 2:36
4. "Bananafishbones" - 3:12
5. "The top" - 6:50

### Luxe-uitgave 2006
The Top kreeg een luxe heruitgave die uitkwam op 8 augustus 2006 in de Verenigde Staten en op 14 augustus 2006 in het Verenigd Koninkrijk. De eerste cd bevat het originele album met geremasterd geluid. Omdat tijdens de originele mastering problemen ontstonden met het nummer "Bananafishbones", kwam dit nummer op het album uit 1984 veel langzamer te staan dan dat het was opgenomen, met een secunde langzamer. Op de 2006 versie van het album is het nummer weer op de juiste snelheid gezet waardoor het nummer bijna 15 seconden korter is geworden.
De tweede cd bevat vier nog niet eerder uitgegeven nummers, liveoptredens en nummers die het niet hebben gemaakt tot het album. Ook staan er de twee B-kantjes van single The Caterpillar op: "Happy the man" en "Throw your foot".

#### Cd 1
De eerste cd bevat het originele album met de nummers die hierboven staan, maar met een kortere drumintro bij "Shake dog shake" en een kortere versie van "Bananafishbones".

#### Cd 2
1. "You stayed..." - 2:21 (Robert Smith thuis demo)
2. "Ariel" - 2:58 (Robert Smith thuis demo)
3. "A man inside my mouth" - 3:40 (Studio demo)
4. "Sadadic" - 4:17 (Robert Smith studio demo)
5. "Shake dog shake" - 4:56 (Studio demo)
6. "Piggy in the mirror" - 3:40 (Studio demo)
7. "Birdmad girl" - 3:36 (Studio demo)
8. "Give me it" - 3:43 (Studio demo)
9. "Throw your foot" - 3:31 (Studio demo)
10. "Happy the man" - 2:46 (Studio demo)
11. "The caterpillar" - 4:17 (Studio demo)
12. "Dressing up" - 2:14 (Studio alternatieve mix)
13. "Wailing wall" - 4:59 (Studio alternatieve mix)
14. "The empty world" - 2:47 (Live bootleg)
15. "Bananafishbones" - 2:57 (Live bootleg)
16. "The top" - 7:13 (Live bootleg)
17. "Forever" - 4:58 (Live bootleg)

## Samenstelling
- Robert Smith - zang en instrumenten
- Laurence Tolhurst
- Porl Thompson - saxofoon
- Andy Anderson - drums, percussie

### Overig personeel
- Chris Parry - producent, technicus
- Dave Allen - technicus
- Howard Greg - technicus
- Porl Thompson - hoesontwerp
- Andy Vella - hoesontwerp

## Singles
- 1984 - "The Caterpillar" (B-kant: "Happy the Man")